# Zareavã

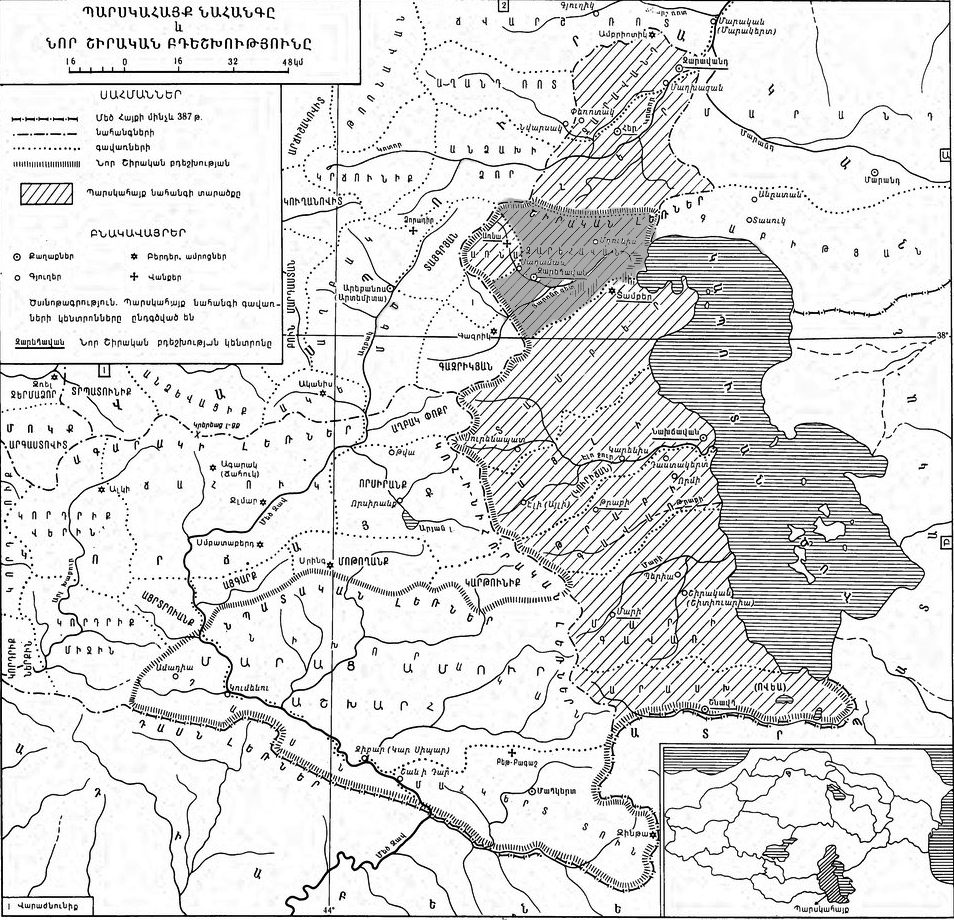
Zareavã

Zareavã (em armênio: Զարեհավան; romaniz.: Zarehavan) foi um gavar (cantão) da província da Persarmênia, na Armênia. Na atualidade, faz parte do condado de Salmas, no Irã.

## Nome
Zareavã é um topônimo composto por Zaré (Զարեհ, Zareh), a grafia armênia de Zariadres, e -avã (ավան, -awan), "cidade". Nesse sentido, seu nome significa "Cidade de Zariadres".

## História
Zareavã estava localizado na porção norte da Persarmênia e fez fronteira com Zaravanda, que compartilha a mesma raiz etimológica de seu nome. Por serem adjacentes e pela semelhança de seus nomes, supõe-se que a ideia de que fossem distritos separados pode ser decorrente da confusão das fontes. Tinha como sede a cidade de Zareavã. Ao citar a região na qual Zareavã e Zaravanda existiam, Ptolomeu utilizou o topônimo Zaruana, que pode aludir a uma das duas ou ambas. Compreendia uma área de 1 100 quilômetros quadrados. Fez parte do Principado de Zaravanda-Her, governando por uma dinastia homônima local, ao lado dos distritos de Zaravanda e Her.